# 요세미티 계곡

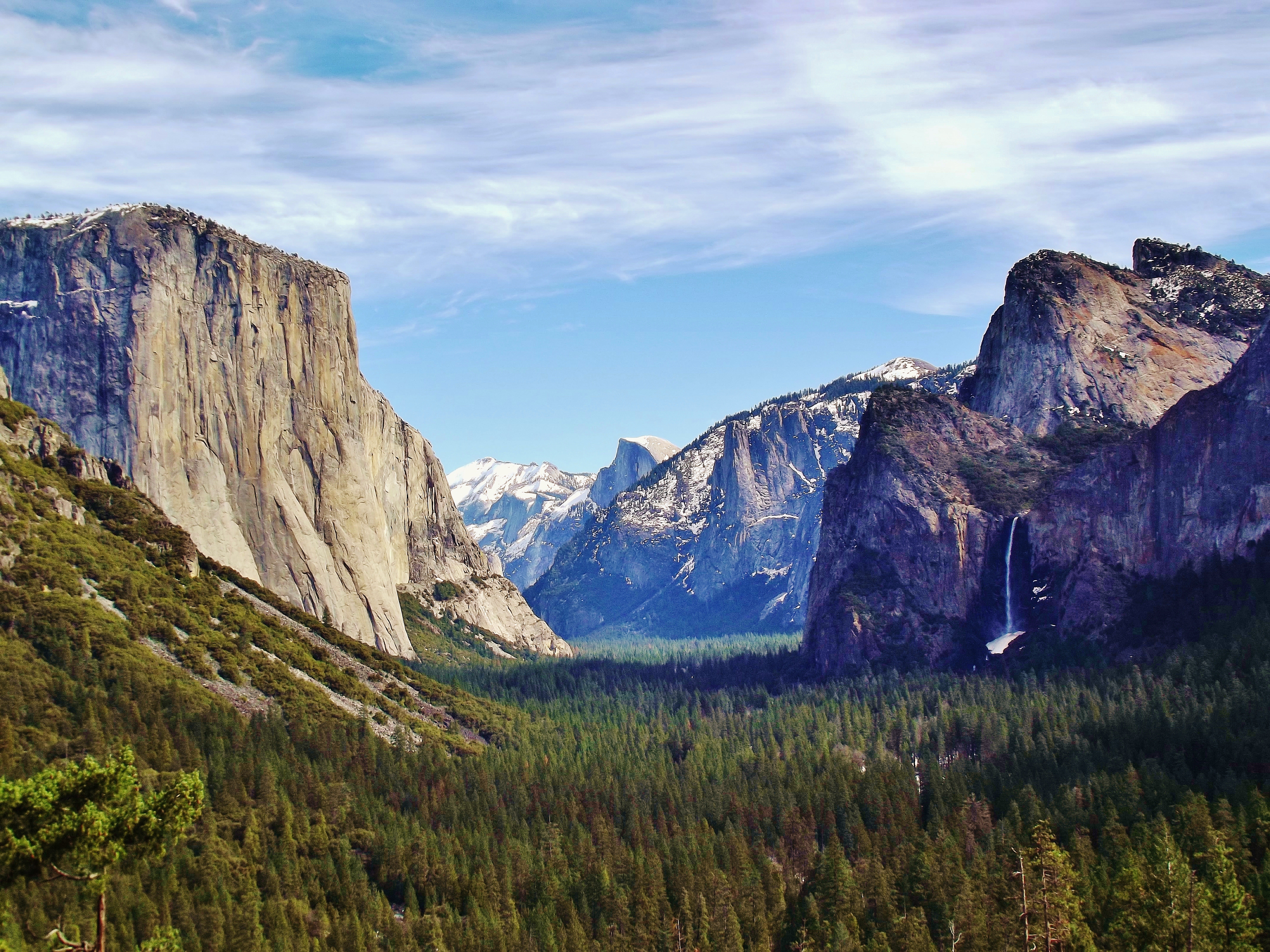
터널 뷰

요세미티 계곡(영어: Yosemite Valley)은 미국 캘리포니아주 시에라네바다산맥 서쪽 경사면의 요세미티 국립공원에 있는 계곡이다. 길이는 약 8 마일 (13 km), 깊이는 최대 1 마일 (1,600 m), 하프 돔과 엘 캐피턴 등 높은 화강암 봉우리에 둘러싸인 소나무가 울창하게 우거져있다. 계곡 물은 머세드강 등 많은 물줄기로 흐르고 있다. 요세미티 계곡은 요세미티 국립공원을 중심으로 세계 각국에서 관광객을 유치하고 있다. 관광 시즌에는 다양한 레저 활동의 중심이 되며, 각종 관광 시설이 모여 있다. 계곡에는 정해진 루트의 트레일 등이 있다.